# یوخاری-استال
یوخاری-استال (به لاتین: Yukhari-Stal) یک منطقهٔ مسکونی در روسیه است که در داغستان واقع شده‌است.